# Paul Heffernan
Paul Heffernan (Dublino, 29 dicembre 1981) è un ex calciatore irlandese, di ruolo attaccante.

## Carriera
Nel 2004 il Bristol City sborsa l'equivalente di € 175.000 per ottenere le prestazioni dell'attaccante e dopo una sola annata il Doncaster ne rileva il cartellino a € 0,2 milioni.
Ha segnato più di 115 gol in carriera.

## Palmarès

### Club

#### Competizioni nazionali
- Football League Trophy: 1

Doncaster: 2006-2007
- Scottish League Cup: 1

Kilmarnock: 2011-2012